# Musée de la dentelle de Caudry
Le Musée de la dentelle de Caudry également appelé Musée caudrésien des dentelles et broderies est un musée situé à Caudry (Nord), consacré à l'histoire d'une activité artisanale qui a fait la prospérité de la ville à partir du début du XIXe siècle.

## Historique de la dentelle à Caudry
C'est en catimini que Placide Gabet installa, en 1826, le premier métier de tulle à Caudry et, en 1838, que Théophile Tofflin commença la fabrication du tulle fantaisie, établissant ainsi les premiers éléments de la prospérité caudrésienne. En 1913, plusieurs milliers d'ouvriers travaillaient sur 650 métiers à tulle. De 1926 habitants en 1804, Caudry passa à une population de 13 360 en 1911 et devient une véritable ville où se juxtaposaient corons ouvriers, maisons de maître et ateliers textiles.
Aujourd'hui, un musée de la dentelle, installé dans un ancien atelier du centre-ville, retrace l'histoire de l'industrie dentellière du XIXe siècle à aujourd'hui.

## Petites histoires de Dentelle de Caudry

### Entrées à la Maison-Blanche
- Pour l'investiture de Bill Clinton les Ets Bracq ont produit l'étoffe de la robe d'Hillary Clinton[2] ;
- Le couturier Peter Soronen de Chicago est chargé de créer une série de vêtements pour la cérémonie d'investiture du président Barack Obama, il commande aux dentelles Bracq SAS une étoffe particulière en dentelle fleurie en polyamide, viscose et fil lamé argenté surimprimé d'un dessin fleuri. La robe est portée par Michelle Obama le dimanche de Pâques 2009[3].

### Entrées au Royaume-Uni
- Pour le mariage de Kate Middleton et du prince William, une demande spéciale a été faite au Musée de la dentelle de Caudry pour intégrer des motifs de dentelle à la robe de mariage princière.[réf. nécessaire]